# فورتشن 40 تحت الـ40
فورتشن 40 تحت الـ40 هي قائمة بالأفراد الذين يعتبرهم المنشور القادة الشباب الأكثر نفوذاً لهذا العام. توجد القائمة على مرحلتين: أولاً، من عام 1999 إلى عام 2003، كتصنيف رقمي للثروة.  بدأت القائمة الحالي في عام 2009 وهو عبارة عن ترتيب للقوة والتأثير.  وتشمل القائمة رجال الأعمال التنفيذيين والشخصيات السياسية والرياضيين ومصممي الأزياء وغيرهم ممن تقل أعمارهم عن الأربعين عامًا.  غالبية أعضاء القائمة هم من رجال الأعمال التنفيذيين من صناعة التكنولوجيا. 

## روابط خارجية
- القائمة الحالية